# یواس‌اس مین (اس‌اس‌بی‌ان-۷۴۱)
یواس‌اس مین (اس‌اس‌بی‌ان-۷۴۱) (به انگلیسی: USS Maine (SSBN-741)) یک زیردریایی است که طول آن ۵۶۰ فوت (۱۷۰ متر) می‌باشد. این زیردریایی در سال ۱۹۹۴ ساخته شد.